# George Segal
George Segal (13. února 1934 – 23. března 2021) byl americký filmový, televizní a divadelní herec. Narodil se v newyorském Great Neck jako nejmladší ze tří sourozenců. Studoval na Kolumbijské univerzitě a roku 1956 vstoupil do armády. Hrál například ve filmech Most u Remagenu (1969), Zrozen k vítězství (1971) a Cable Guy (1996). Rovněž se věnoval hudbě – hrál na banjo. Své první album nazvané The Yama Yama Man vydal v roce 1967.